# Szászberek, Jász-Nagykun-Szolnok
Szászberek  este un sat în districtul Szolnok, județul Jász-Nagykun-Szolnok, Ungaria, având o populație de 1.012 locuitori (2011). 

## Demografie
Componența etnică a satului Szászberek
     Maghiari (99,34%)
     Necunoscut (0,33%)
     Germani (0,33%)
     Alții (0,33%)
Componența confesională a satului Szászberek
     Romano-catolici (41,6%)
     Fără religie (28,95%)
     Reformați (2,37%)
     Necunoscută (26,48%)
     Alte religii (1,68%)
Conform recensământului din 2011, satul Szászberek avea 1.012 locuitori. Din punct de vedere etnic, majoritatea locuitorilor (99,34%) erau maghiari. Apartenența etnică nu este cunoscută în cazul a 0,33% din locuitori. Nu există o religie majoritară, locuitorii fiind romano-catolici (41,6%), persoane fără religie (28,95%) și reformați (2,37%). Pentru 26,48% din locuitori nu este cunoscută apartenența confesională.